# Instytut Archeologii Uniwersytetu Rzeszowskiego
Instytut Archeologii Uniwersytetu Rzeszowskiego (IA UR) – jednostka dydaktyczno-naukowa należąca do struktur Kolegium Nauk Humanistycznych Uniwersytetu Rzeszowskiego, powstała w 1999 roku, jako jedna z najmłodszych jednostek organizacyjnych Wyższej Szkoły Pedagogicznej w Rzeszowie, którego twórcami byli naukowcy przybyli w znacznej części z Uniwersytetu Jagiellońskiego w Krakowie, w której skład wchodzą trzy zakłady i jedna pracownia naukowa. Posiada uprawnienia do nadawania stopni naukowych doktora i doktora habilitowanego oraz wnioskowania o nadanie tytułu naukowego profesora. Prowadzi działalność dydaktyczną i badawczą związaną z pradziejami i wczesnym średniowieczem Europy Środkowo-Wschodniej. Instytut kształci studentów na kierunku archeologia.

## Historia
Instytut Archeologii Uniwersytetu Rzeszowskiego powstał w 1999 roku w ramach Wyższej Szkoły Pedagogicznej w Rzeszowie. Wśród jego założycieli znaleźli się: prof. dr hab. Michał Parczewski i prof. dr hab. Jan Machnik, wywodzący się z krakowskiego środowiska archeologicznego oraz prof. dr hab. Sylwester Czopek, ówczesny dyrektor Muzeum Okręgowego w Rzeszowie. W 2001 roku instytut stał się częścią nowo powstałego Uniwersytetu Rzeszowskiego. W tym samym roku uzyskał uprawnienia do prowadzenia studiów magisterskich, a cztery lata później uprawnienia do prowadzenia studiów doktoranckich. W 2010 roku Rada Wydziału Socjologiczno-Historycznego otrzymała uprawnienia do nadawania stopnia doktora habilitowanego z archeologii.
W roku akademickim 2012/2013 na instytucie kształciło się 82 studentów w trybie dziennym, a także 39 doktorantów. Instytut wydaje własne publikacje naukowe, do których należą: Analecta Archaeologica Ressoviensia, Collectio Archaeologica Ressoviensis oraz Materiały i Sprawozdania. Dysponuje też samodzielną biblioteką instytutową.
W Instytucie Archeologii (stan na rok akademicki 2013/2014) zatrudnionych jest 17 pracowników naukowo-dydaktycznych, w tym czterech z tytułem profesora zatrudnionych na stanowisku profesora zwyczajnego, pięciu doktorów habilitowanych na stanowisku profesora nadzwyczajnego, ośmiu doktorów na stanowisku adiunkta. 

## Poczet dyrektorów
1. dr hab. Sylwester Czopek (1999–2002)
2. prof. dr hab. Sławomir Kadrow (2002–2005)
3. dr hab. Zbigniew Pianowski (2005–2008)
4. dr hab. Andrzej Pelisiak (2008–2012)
5. dr hab. Małgorzata Rybicka (2012–2015)
6. dr hab. Andrzej Rozwałka (2015–2019)
7. prof. dr hab. Małgorzata Rybicka (2019–2020)
8. dr hab. Katarzyna Trybała-Zawiślak (od 2020)

## Władze Instytutu
W kadencji 2020–2024:
| Stanowisko         | Imię i nazwisko                    |
| ------------------ | ---------------------------------- |
| Dyrektor           | dr hab. Katarzyna Trybała-Zawiślak |
| Zastępca Dyrektora | dr Agnieszka Půlpánová-Reszczyńska |

## Struktura organizacyjna

### Katedra Archeologii Pradziejowej
Samodzielni pracownicy naukowi:
- prof. dr hab. Andrzej Pelisiak – kierownik Katedry
- prof. dr hab. Sylwester Czopek
- prof. dr hab. Sławomir Kadrow
- prof. dr hab. Małgorzata Rybicka
- dr hab. Marta Połtowicz-Bobak
- dr hab. Tomasz Bochnak
- dr hab. Katarzyna Trybała-Zawiślak

### Katedra Archeologii Średniowiecza i Nowożytności
Samodzielni pracownicy naukowi:
- dr hab. Marcin Wołoszyn – kierownik Katedry
- dr hab. Piotr Gębica
- dr hab. Grażyna Stojak
- dr hab. inż. Joanna Trąbska

## Kierunki kształcenia
W Instytucie Archeologii Uniwersytetu Rzeszowskiego prowadzone są studia na kierunku archeologia. Studia pierwszego stopnia, trwają 3 lata i kończą się uzyskaniem tytułu zawodowego licencjata. Po ukończeniu studiów licencjackich ich absolwenci mogą kontynuować naukę na studiach drugiego stopnia (magisterskich uzupełniających), które trwają 2 lata i kończą się uzyskaniem dyplomu magistra, oraz na studiach doktoranckich, które trwają 4 lata i kończą się otrzymaniem tytułu doktora nauk humanistycznych w zakresie archeologii.